# Friedrich von Zitzewitz (1887–1940)
Friedrich von Zitzewitz (* 11. September 1887 in Berlin; † 25. Dezember 1940 in Köslin) war ein deutscher Verwaltungsbeamter. Von 1925 bis 1938 war er Landrat des Kreises Schlawe.

## Leben
Er wurde als Mitglied der pommerschen uradligen Familie Zitzewitz in Berlin geboren, wo sein Vater, Oberstleutnant Coelestin von Zitzewitz, als Kaiserlicher Flügeladjutant diente. Seine Mutter Elise geborene Koebel hat familiäre Wurzeln in England. Seine Schwester war die Künstlerin und Porträtmalerin Augusta von Zitzewitz. In Berlin besuchte er das Joachimsthaler Gymnasium bis zum Abitur. Anschließend trat er 1907 als Seekadett in die Kaiserliche Marine ein, musste den Dienst aber nach einem schweren Unfall verlassen. 
Zitzewitz studierte Rechtswissenschaften an der Friedrich-Wilhelms-Universität zu Berlin und an der Universität Leipzig und promovierte an der Georg-August-Universität Göttingen zum Dr. jur. Anschließend schlug er die Verwaltungslaufbahn ein. Nach Stationen in Marburg und Kassel wurde er 1912 Regierungsrat in Oppeln. Während des Ersten Weltkriegs arbeitete er als Vertreter des Landrates im Kreis Kassel und im Kreis Eupen. 1920 kam er ins Preußische Handelsministerium. 
Von 1925 bis 1938 war Zitzewitz Landrat des Kreises Schlawe in Pommern. In seinem Amt hat er den Kreis in der Zwischenkriegszeit stark geprägt. In seine Amtszeit fielen unter anderem die Einführung des beruflichen Schulwesens und von Kindergärten, der Umbau der Schlawer Kreisbahn von Schmalspur auf Normalspur und der Ausbau des Kreisheimatmuseums unter dem Museumsleiter Karl Rosenow.
Zitzewitz verließ 1938 sein Amt in Schlawe, um Regierungsvizepräsident des Regierungsbezirks Köslin zu werden. Hier starb er im Jahre 1940.

## Familie
Friedrich von Zitzewitz war verheiratet mit Harriet von Chelius (* 1891; † 1983), Tochter des Generals und Komponisten Oskar von Chelius. Der älteste Sohn wurde Pfarrer, zwei Söhne fielen als Offiziere im Zweiten Weltkrieg.